# Middenmansknoop
De middenmansknoop, vlinderknoop of dievensteek is een knoop die gebruikt kan worden om een niet-schuivende lus in het midden van een touw te maken. De middenmansknoop wordt vooral gebruikt in de klimsport. De knoop kan in alle richtingen belast worden zonder dat hij zijn vorm verliest.
In de scheepvaart werd de knoop gebruikt in een jaaglijn om een extra lus te maken om de boot voort te trekken zonder de einden te gebruiken. Het ene eind zat aan de boot vast, het andere aan een paard op het jaagpad.

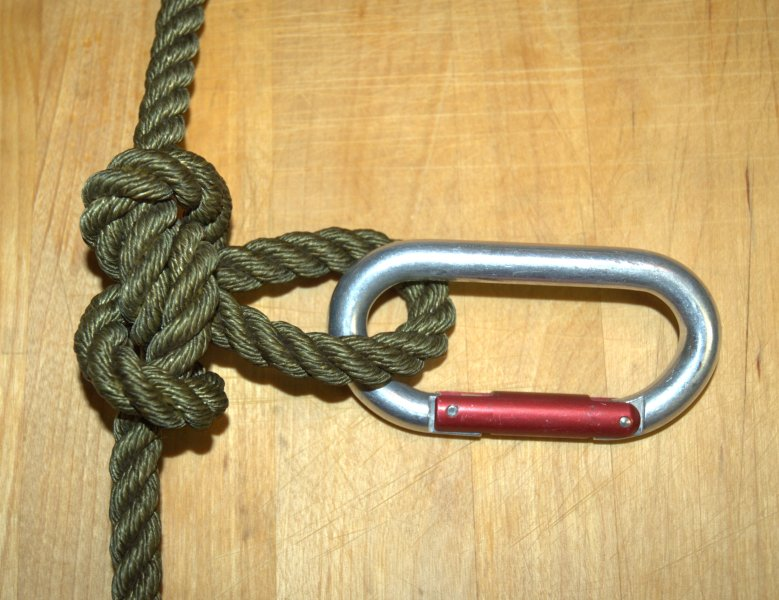